# Melampitta
Melampitta is een monotypisch geslacht van zangvogels uit de familie Melampittidae (paradijspitta's). Het zijn zwart gekleurde, bodembewonende vogels die leven in de gebergtewouden van Nieuw-Guinea. 

## Soorten
Het geslacht kent de volgende soort:
- Melampitta lugubris – Kleine paradijspitta